# Anaxagorea manausensis
Anaxagorea manausensis är en kirimojaväxtart som beskrevs av Timmerman. Anaxagorea manausensis ingår i släktet Anaxagorea och familjen kirimojaväxter. Inga underarter finns listade i Catalogue of Life.